# Стране (Калиновик)
Стране су насељено мјесто у општини Калиновик, Република Српска, БиХ. Према попису становништва из 1991. у насељу је живјело 21 становника. Према попису становништва из 2013. у насељу је живјело 18 становника.

## Географија
Стране се налазе на надморској висини од 923 метра.

## Становништво
| Националност | 1991. |
| Срби         | 21    |
| Укупно       |       |

| Демографија | Демографија | Демографија |
| Година      | Становника  | Становника  |
| ----------- | ----------- | ----------- |
| 1961.       | 132         |             |
| 1971.       | 52          |             |
| 1981.       | 53          |             |
| 1991.       | 21          |             |
| 2013.       | 18          |             |